# Лавастри
Лавастри́ (фр. и окс. Lavastrie) — коммуна во Франции, находится в регионе Овернь. Департамент — Канталь. Входит в состав кантона Сен-Флур-Сюд. Округ коммуны — Сен-Флур.
Код INSEE коммуны — 15099.
Коммуна расположена приблизительно в 440 км к югу от Парижа, в 95 км южнее Клермон-Феррана, в 50 км к востоку от Орийака.

## Население
Население коммуны на 2008 год составляло 222 человека.
| 1962 | 1968 | 1975 | 1982 | 1990 | 1999 | 2008 |
| ---- | ---- | ---- | ---- | ---- | ---- | ---- |
| 192  | 388  | 303  | 276  | 241  | 224  | 222  |

## Администрация
| Период | Период | Фамилия        | Партия | Примечания |
| ------ | ------ | -------------- | ------ | ---------- |
|        | 1985   | Анри Гастон    |        |            |
| 1985   | 1996   | Жан Вижье      |        |            |
| 1996   | 2001   | Мариус Демариа |        |            |
| 2001   |        | Жанен Ришар    |        |            |

## Экономика
В 2007 году среди 136 человек в трудоспособном возрасте (15—64 лет) 108 были экономически активными, 28 — неактивными (показатель активности — 79,4 %, в 1999 году было 63,2 %). Из 108 активных работали 96 человек (55 мужчин и 41 женщина), безработных было 12 (3 мужчин и 9 женщин). Среди 28 неактивных 5 человек были учениками или студентами, 14 — пенсионерами, 9 были неактивными по другим причинам.

## Фотогалерея

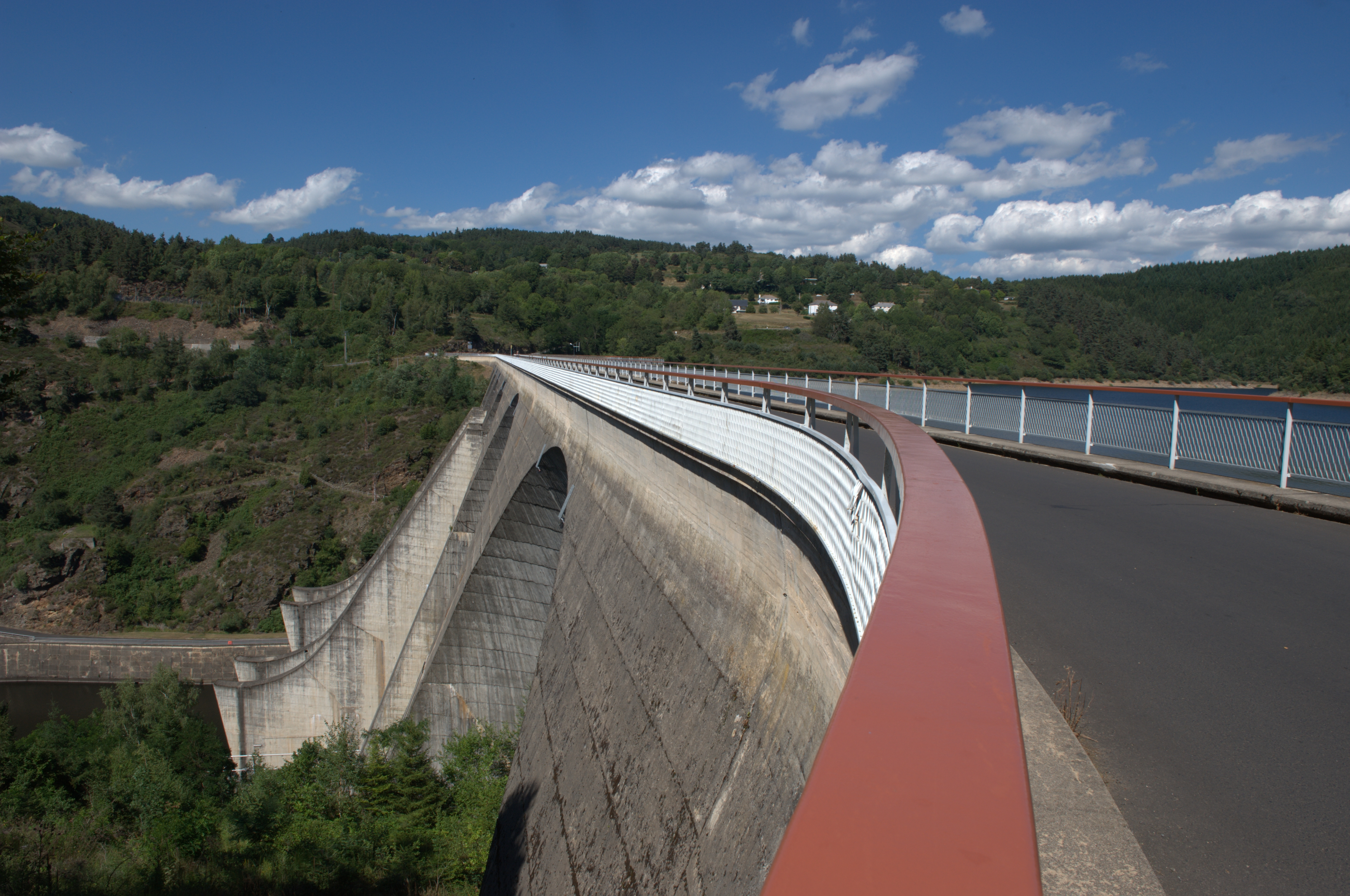
Плотина Гранваль
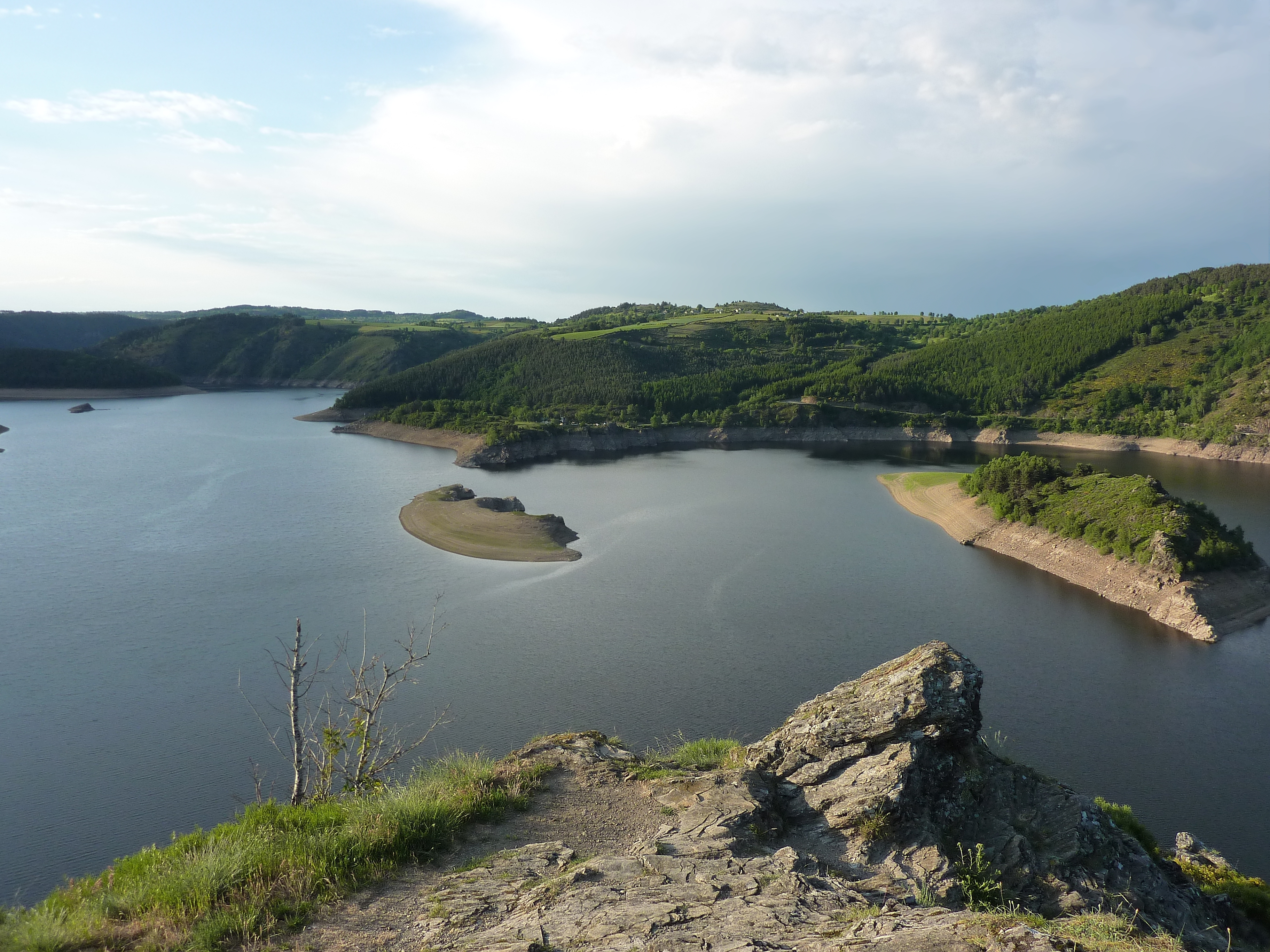
Река Трюйер
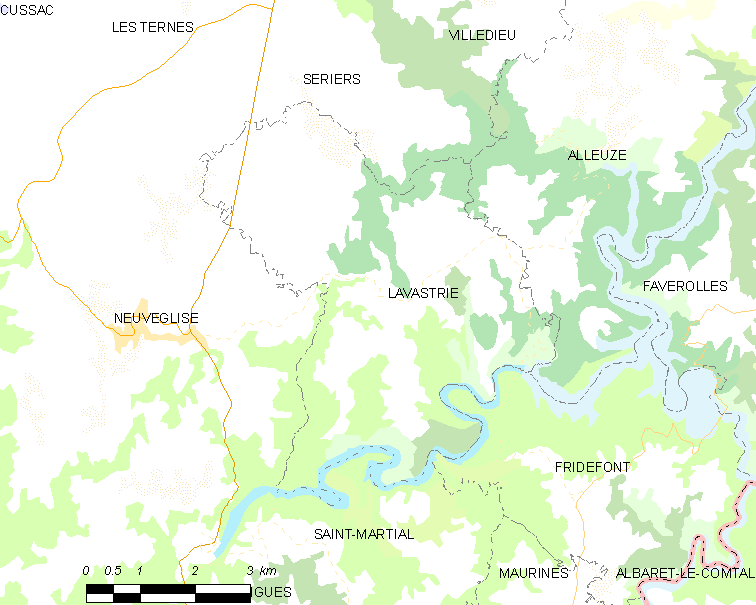
Карта коммуны